# 134036 Austincummings
134036 Austincummings este o planetă minoră (asteroid) din centura de asteroizi. A fost descoperită pe 1 decembrie 2004 la Catalina Station⁠(d) de Catalina Sky Survey. 
Obiectul prezintă o orbită caracterizată de o semiaxă mare de 3,0662668418645 UAi, o excentricitate de 0,12, o înclinație de 12,8 ° în raport cu ecliptica.